# François Libermann
François Libermann (Saverne, Alsàcia, França, 12 d'abril de 1802 - París, 2 de febrer de 1852) fou un prevere francès, fundador de la Societat del Cor Immaculat de Maria i, després de la unió d'aquesta amb la Congregació de l'Esperit Sant, superior general d'aquesta. Ha estat proclamat venerable per l'Església catòlica.

## Biografia
Jacob Libermann, nascut en 1802 a Saverne, era jueu, cinquè dels nou fills del rabí Lazare Libermann. Educat en la fe jueva, estudià teologia judaica a Metz, per tal de succeir son pare. Quan el seu germà gran, Samson, es convertí al catolicisme, en 1824, entrà en una crisi espiritual: va llegir les obres de Charles François Lhomond, historiador catòlic, i també es convertí. Fou catequitzat per Paul Drach, també jueu convers, i batejat el 24 de desembre de 1826, prenent llavors el nom de François.
Ingressà al seminari de Saint-Sulpice de París per fer-se sacerdot, però una crisi d'epilèpsia en 1829 l'apartà del seminari: en aquells moments, aquesta malaltia impedia l'accés al sacerdoci. Fou autoritzat, però, a viure al seminari d'Issy-les-Moulineaux, on influí sobre els seminaristes i feu diverses tasques. Sis anys després fou enviat a Rennes com a ajudant del mestre de novicis del seminari dels eudistes, on passà dos anys.
En 1833 va conèixer dos seminaristes criolls, Frédéric Levavasseur i Eugène Tisserant, amb els que pensà en l'evangelització dels indígenes i esclaus negres de les colònies franceses, que llavors no tenien cap mena d'atenció espiritual. Va pensar a instituir una congregació de missioners per predicar-hi entre ells, per ser "esclaus dels esclaus".
Anà a Roma en 1840 per proposar-ho a la Congregació per l'Evangelització dels Pobles de la Santa Seu: llavors hi treballava com a bibliotecari Paul Drach, el seu catequista, que li aconseguí una audiència amb Gregori XVI. El projecte fou acollit favorablement, sempre que Libermann s'ordenés sacerdot abans. Entrà llavors al Grand Séminaire d'Estrasburg i fou ordenat el 18 de setembre de 1841 a Amiens.
Libermann redactà les constitucions de la congregació prevista l'autoritzà a fer-ho i obrí a La Neuville (Nord) el noviciat de la Societat del Sagrat Cor de Maria, el 27 de setembre de 1841, on es formarien els futurs missioners. En 1842 els primers missioners foren enviats a Haití, Reunió i Maurici; en 1843 l'institut rebé el vicariat apostòlic de l'arxidiòcesi de les Dues Guinees (actualment de Libreville), però començà amb un greu fracàs quan la majoria de missioners moriren en el viatge, abans d'arribar-hi. Libermann planificà i redactà un pla per a les missions africanes, especialment les de Guinea, que fou la primera obra del seu tipus. Entre les seves aportacions hi hagué l'impuls de crear un clergat indígena a l'Àfrica, obrint-hi els primers seminaris del continent. En 1851 redactà les Instructions als missioners.
En 1848, la congregació es va unir a la Congregació de l'Esperit Sant, amb una missió similar, i Libermann esdevingué el superior general de la nova Congregació de l'Esperit Sant i del Sagrat Cor de Maria.
Al final de 1851, mentre era a Notre-Dame du Gard, nova seu del noviciat, Libermann emmalaltí i morí poc després a París, a la casa mare de la congregació espiritana, el 2 de febrer de 1852.

## Veneració
Fou sebollit a Notre-Dame du Gard i traslladat en 1865 a Chevilly-Larue; des de 1967, la seva despulla reposa a la casa mare de la Congregació el Sant Esperit, a París. Pius X publicà el decret d'heroïcitat de les seves virtuts el 19 de juny de 1910, proclamant-lo venerable.